# В защиту Росция из Америи
Речь в защи́ту Се́кста Ро́сция из Аме́рии (лат. Pro S. Roscio Amerino) была произнесена Цицероном в 80 году до н. э. на судебном заседании по делу человека, обвинённого в отцеубийстве. Это первая речь Цицерона по уголовному делу и вторая из сохранившихся, её успех положил начало его известности как оратора.
Речь со стороны обвинения произнёс всадник Гай Эруций (ум. после 80/79 до н. э.), председателем суда был действующий претор Марк Фанний. В сохранившихся рукописях речи после параграфа 132 имеется значительная лакуна.

## Обстоятельства дела
Секст Росций-отец, богатый житель города Америя в Умбрии, был убит при неясных обстоятельствах осенью 81 года до н. э. на римской улице у Паллацинских бань (§ 18). После этого он был включён в список проскрибированных (§ 21), хотя действие проскрипций к тому времени было уже завершено (к 1 июня 81 года). Вольноотпущенник диктатора Суллы Луций Корнелий Хрисогон купил с аукциона 13 имений покойного за 2 тыс. сестерциев, тогда как они оценивались в 6 млн сестерциев (§ 6). Три лучших имения получил земляк убитого Тит Росций Капитон (§ 21, 99), а десять Хрисогон отдал в аренду Титу Росцию Магну (§ 108).
Секст Росций-сын, изгнанный из своего дома (§ 23), обратился за помощью к знатной римлянке Цецилии Метелле (§ 27). Его поддержали также америйские старейшины, направившие к Сулле посольство из 10 человек, одним из которых был Капитон (§ 25-26, 109—110). Капитон, состоявший в сговоре с Хрисогоном, всячески затягивал визит послов, в результате чего к Сулле они так и не попали, удовлетворившись лживым обещанием Хрисогона во всём разобраться.
Тогда враги Росция решили привлечь его к суду, обвинив в убийстве отца (§ 28). После того, как другие защитники отказались вести это дело (§ 30), за него взялся молодой Цицерон (§ 1, 4). Заступниками Росция также были Публий Сципион и Марк Метелл (§ 77).
Выдвигалось предположение, что Цицерона попросил об этом его друг актёр Росций, который мог быть клиентом Росция Америйского. Тем не менее указания на это отсутствуют.

## Речь
Цицерон доказывает, что совершенно немыслимо представить, чтобы Росций-сын совершил это преступление, ведь обвинитель не доказал порочность жизни обвиняемого, которая бы повысила вероятность совершения им преступления (§ 38); напротив, Росцию-сыну больше 40 лет, он жил в Америи и вёл хозяйство отца (§ 39, 44).  Предположение, что отец хотел лишить сына наследства (§ 52-58), он отвергает, как бездоказательное, рассуждает о том, сколь страшным преступлением является отцеубийство и какое наказание установлено за него древним римским законом (§ 64-72), и указывает, что не существует никаких конкретных сведений, уточняющих способ совершения преступления (§ 74-81).
Вспоминая изречение Луция Кассия Лонгина Равиллы, который любил спрашивать, «кому выгодно» (cui bono) случившееся (§ 84, ср. § 13), Цицерон доказывает, что выгоду от убийства получили родственники покойного Магн и Капитон.
Цицерон привлекает внимание к тому факту, что первым об убийстве узнал не обвиняемый, который в тот день находился в Америи; напротив, новость об убийстве в Америю принёс Маллий Главций, клиент Тита Росция Капитона (§ 19, 96-97, 102), затем в лагерь Суллы при Волатеррах к Хрисогону прибыл гонец с известием о смерти Росция (§ 20, 105—108); другой недруг убитого, Тит Росций Магн, во время убийства находился в Риме (§ 18, 92). Кроме того, они отказались выдать для допроса рабов Росция-отца, присутствовавших при убийстве (§ 119—120).
Цицерон затронул и политические вопросы, вспоминая преступления, совершённые во время гражданской войны (§ 90-91). Он даёт яркую характеристику роскоши и распущенности Хрисогона (§ 133—135).
В самой речи Цицерон с иронией отмечает, что Сулла, не являясь богом, никак не мог уследить за деяниями всех своих отпущенников (22, 130—131). Тем не менее, много лет спустя Цицерон прямо заявил, что в этой своей речи он выступил «против могущества Луция Суллы».
Завершается речь мольбой от имени Секста Росция к Хрисогону и судьям с просьбой пощадить его жизнь (§ 143—150)
Цицерон позднее вспоминал, что его речь прерывали рукоплесканиями, и она вызвала восторг слушателей. Впрочем, в отрывке о каре отцеубийцам Цицерон позднее находил чрезмерную пылкость.
Росций был оправдан, дальнейшая его судьба неизвестна.

## В культуре
Процесс Росция лёг в основу детективного романа Стивена Сейлора «Римская кровь» (1991) из цикла «Рим под розой» (Roma Sub Rosa).

## Русские переводы
- Речь М. Туллия Цицерона в защиту Секста Росция Америйского. / Пер. И. Ростовцева. Киев, 1869. XVI, 78 стр. 2-е изд. Киев, 1879. 3-е изд. Киев, 1892. 4-е изд. Киев-Харьков, 1897. 5-е изд. Киев-СПб-Харьков, 1906.
- Речь М. Туллия Цицерона за С. Росция Америйского. Объяснил Ю. Фелькель. М., 1871. XXXIV, 149 стр.
- Речь М. Туллия Цицерона за Секста Росция Америна. / Пер. А. Клеванова. М., 1876. 52 стр.
- Речь Цицерона в защиту Секста Росция Америйского. Объяснил А. Гофман. СПб, 1881. 160 стр. 2-е изд. СПб, 1892. 3-е изд. СПб, 1895. 4-е изд. СПб, 1903. 5-е изд. СПб, 1913.
- Речь за С. Росция Америнца. / Пер. В. Алексеева, введ. и прим. Ф. Ф. Зелинского. СПб, 1892. 67 стр.
- Речь М. Туллия Цицерона в защиту С. Росция Америйского. Пер. и снабдил необходимыми примечаниями Б. Эустахович. Ревель, журнал «Гимназия» 1896 (№ 1-5/7). 68 стр.
- Цицерон. Речи в 2 т. / Пер. и комм. В. О. Горенштейна. (Серия «Литературные памятники»). М., Наука. 1962. Т.1. С.5-43.
- Цицерон. Избранные сочинения. (Серия «Библиотека античной литературы»). М., ХЛ. 1975. 456 стр. С.35-76. Пер. В. М. Смирина.

## Исследования
- Бобровникова Т. А. Цицерон. М., 2006. С.55-62.